# Schalotomis roseothorax
Schalotomis roseothorax är en fjärilsart som beskrevs av Rothschild 1913. Schalotomis roseothorax ingår i släktet Schalotomis och familjen björnspinnare. Inga underarter finns listade.